# Helicoconis aptera
Helicoconis aptera is een insect uit de familie van de dwerggaasvliegen (Coniopterygidae), die tot de orde netvleugeligen (Neuroptera) behoort. 
De wetenschappelijke naam Helicoconis aptera is voor het eerst geldig gepubliceerd door Messner in 1965.